# Cortinarius caninus
Cortinarius caninus (Elias Magnus Fries, 1821 ex Elias Magnus Fries, 1838) din încrengătura Basidiomycota, în familia Cortinariaceae și de genul Cortinarius, este o specie destul de frecventă de ciuperci comestibile care coabitează, fiind un simbiont micoriza (formează micorize pe rădăcinile arborilor). O denumire populară nu este cunoscută. În România, Basarabia și Bucovina de Nord trăiește de la deal la munte în grupuri, apărând uneori în mase, în primul rând pe sol acru și umed, pe mușchi sau prin iarbă, în păduri de conifere, dar și în cele mixte, cu preferință sub molizi, ocazional sub pini. Timpul apariției este din (august) septembrie până în noiembrie.

## Taxonomie

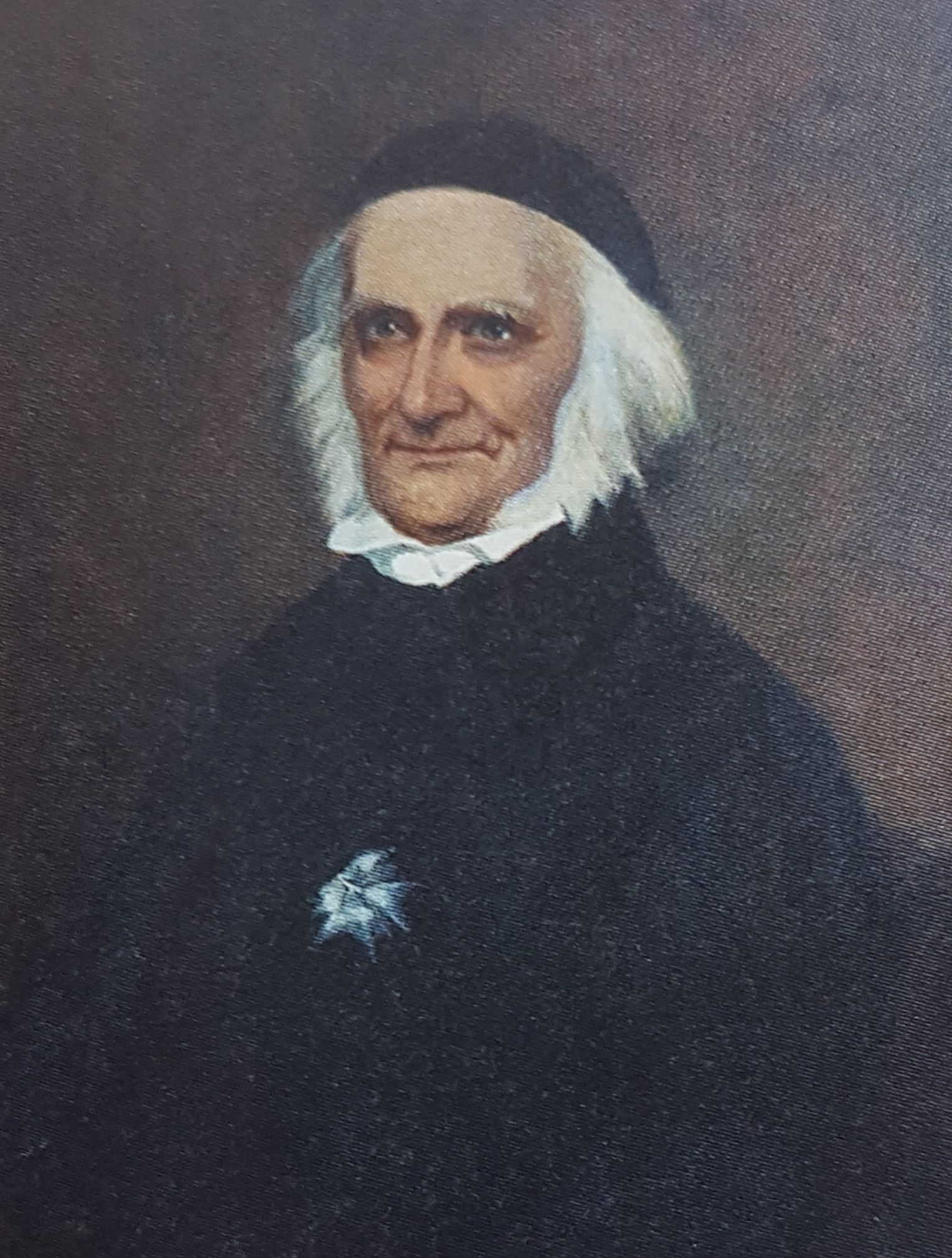
Elias M. Fries

Numele binomial hotărât este Agaricus anomalus var. caninus, determinat de renumitul micolog suedez Elias Magnus Fries în volumul 1 al trilogiei sale Systema Mycologicum din 1821.
Apoi, în 1838, Fries însuși a creat specia Cortinarius caninus pe baza descrierii lui anterioare, de verificat în cartea sa Epicrisis systematis mycologici, seu synopsis hymenomycetum, fiind numele curent valabil (2021). Toți ceilalți taxoni creați precum variațiile descrise sunt acceptați sinonim.
Mai trebuie menționat, că micologul francez Robert Henry  a descris Cortinarius caninus var. breviatus și alte 17 variații în volumul 109 al jurnalului științific Bullettin  trimestrielle de la Société mycologique de France  din 1993.
Epitetul specific este derivat din cuvântul latin (latină caninus=între altele: aparținând câinelui, asemănător câinelui, referindu-se la câine, incisiv). Astfel de exemplu, numele francez pentru această ciupercă este Cortinaire des chiens („păloșelul câinilor”). Motivul denumirii nu este clar.

## Descriere

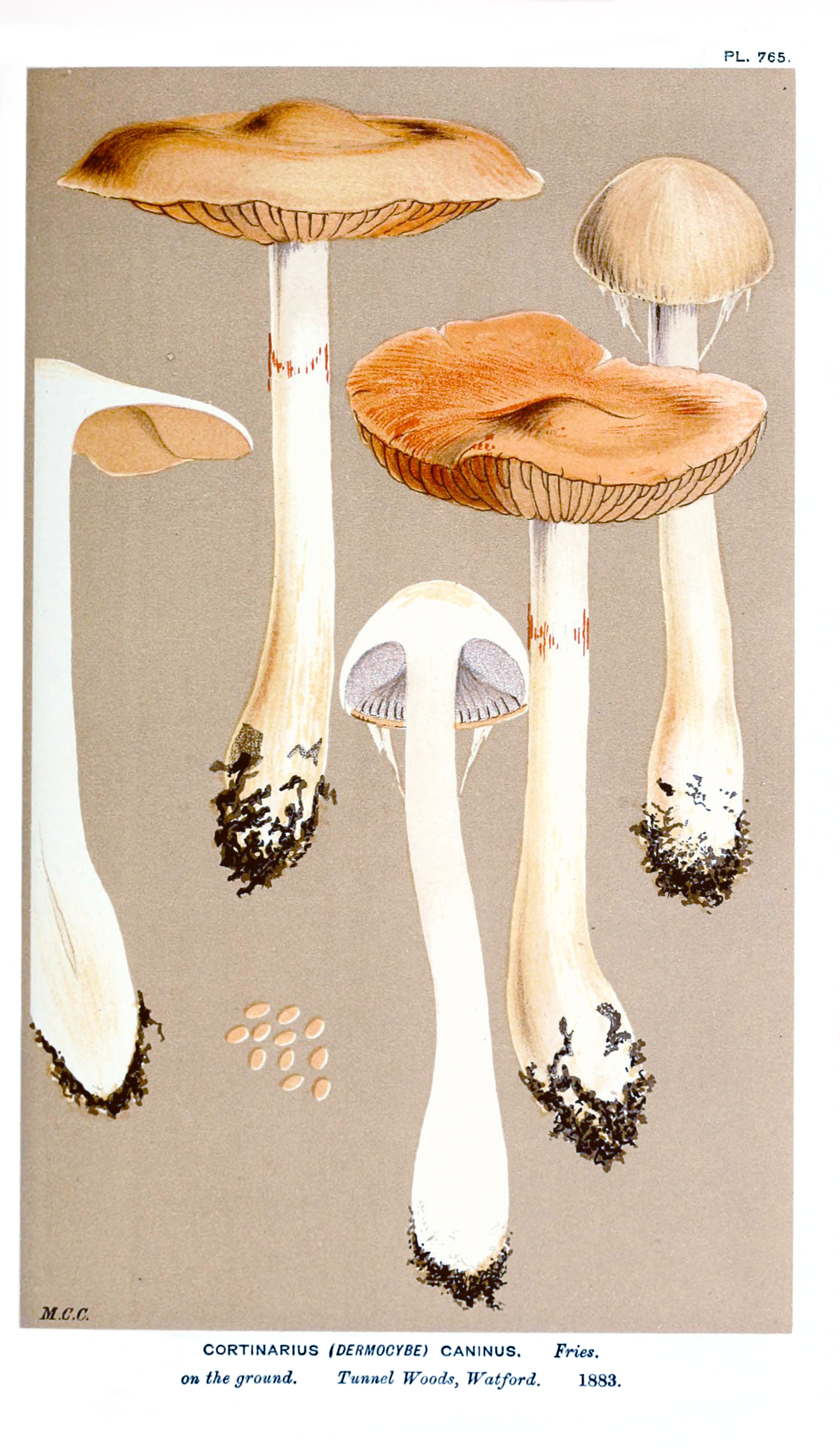
Cooke: Cortinarius caninus

Oriunde buretele apare în număr mare, se poate studia întreaga sa variabilitate. Poate fi complet liliachiu atunci când este tânăr, devenind apoi complet maro, fără de a mai arăta nicio nuanță violetă.
- Pălăria: destul de cărnoasă cu un diametru de 4-10 (14) cm este la început boltită emisferic, uneori ceva conică, cu marginea răsucită înspre interior, devenind în scurt timp convexă și apoi plat-convexă fără sau cu o cocoașă largă și tocită. Cuticula este netedă, lucios-mătăsoasă, uneori marmorată fin și uscată. Coloritul variabil, inițial brun-violet, poate fi în urmă gri-violet, gri-brun, de culoarea lutului, galben-maroniu până brun-roșcat.
- Lamelele: destul de apropiate sunt subțiri, cu lameluțe intercalate și bifurcate, uneori puțin ondulate, în vârstă slab bombate precum aderate lat la picior, fiind învăluite la început de o cortină albă cu nuanțe liliachie, formată din fibre foarte fine ca păienjeniș, resturile vălului parțial. Coloritul este la început fin liliachiu, devenind cu avansarea în vârstă deschis albastru-purpuriu, roz-maroniu până brun-violaceu și în sfârșit brun de scorțișoară. Muchiile ulterior de aceiași culoare sunt în tinerețe albe.
- Piciorul: cu o înălțime de 5-9 (12) cm și o grosime de 0,8-2 cm este uscat, robust, cilindric, îngroșat în formă de măciucă la bază, fiind pentru mult timp plin pe dinăuntru, la bătrânețe tubular gol, formând adesea prin resturile vălului o zonă inelară lânos-fibroasă care se dizolvă cu timpul, lăsând în urmă o dungă în forma unui cordon de culoare mai deschisă. Suprafața este netedă, albă, sub inel străbătută de fibre incarnate fine maronii, iar spre vârf cu nuanțe puternice violacee.
- Carnea: groasă și nu prea fermă, la bătrânețe fragedă, este albă până deschis de argilă. Mirosul, inițial imperceptibil, devine mai târziu plăcut aromatic, aproape ceva dulcișor, gustul fiind blând.[3][4]
- Caracteristici microscopice: are spori ovoidali până aproape rotunzi, presarăți pe suprafață cu veruce, scurte mai mult sau mai puțin dense și de culoare ocru-gălbuie, măsurând 7,0-8,9 x 5,9-7,1 microni, pulberea lor fiind brună ca scorțișoara. Basidiile cu 2-4 sterigme fiecare sunt clavate.[10][11]
- Reacții chimice: carnea se decolorează cu anilină vinaceu, apoi brun-violet, cu formol incet roz, cu hidroxid de potasiu gri-maroniu până brun, cu fenol violet și cu tinctură de Guaiacum albastru-verzui închis.[12]

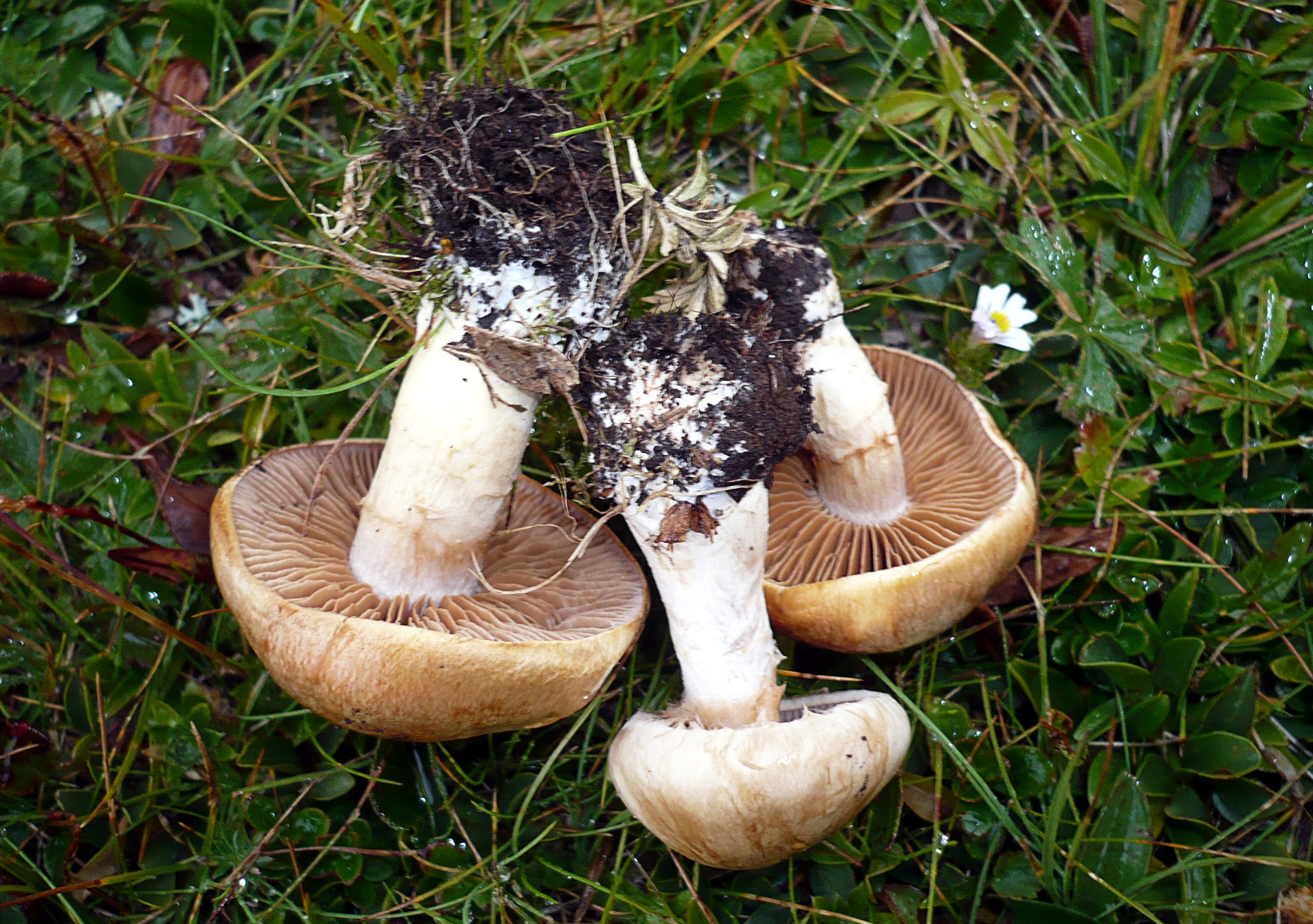
C. caninus mai tineri: lamele și picior
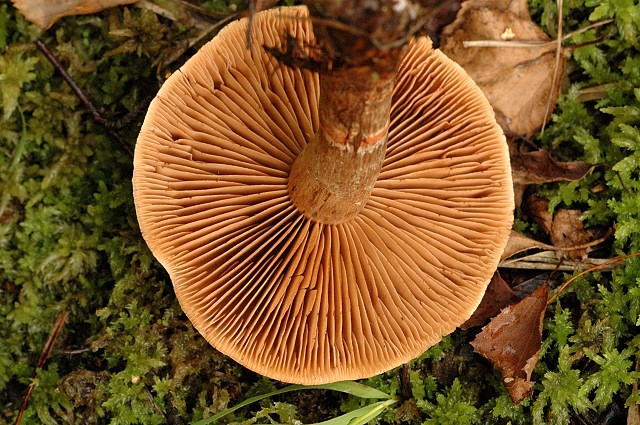
C. caninus bătrân: lamele și picior
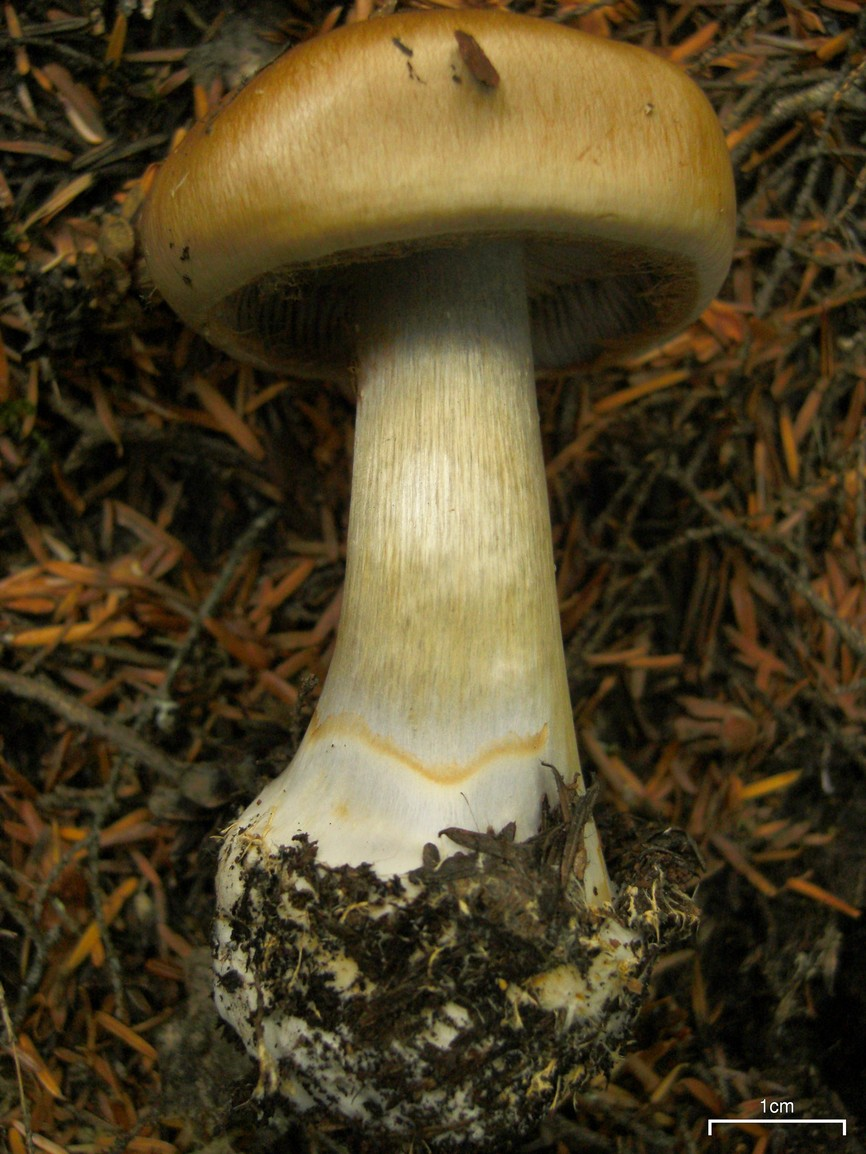
C. caninus mai tânăr: aspect lateral
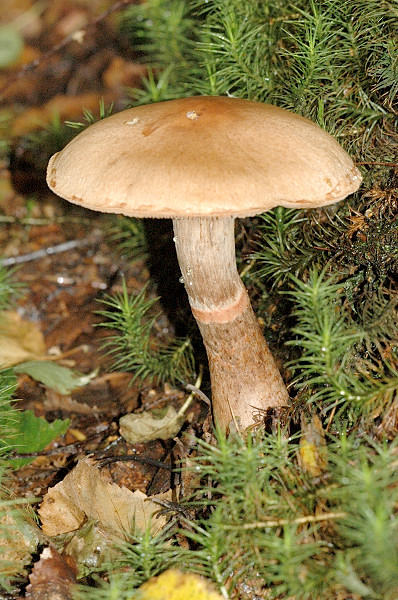
C. caninus mai bătrân: aspect lateral

## Confuzii
Specia poate fi confundată de exemplu cu: Cortinarius alboviolaceus (necomestibil), Cortinarius allutus, (comestibil, miros de miere, gust blând), Cortinarius anomalus (foarte asemănător, miros insistent dulcișor și de calitate culinară scăzută, se dezvoltă sub mesteceni și pini), Cortinarius callisteus (otrăvitor), Cortinarius camphoratus (necomestibil), Cortinarius caperatus sin. Rozizes caperata (comestibil), Cortinarius cotoneus (otrăvitor), Cortinarius crassus (comestibil), Cortinarius delibutus (comestibil),  Cortinarius elatior (comestibil), Cortinarius elegantissimus (otrăvitor), Cortinarius glaucopus (comestibil), Cortinarius laniger (necomestibil), Cortinarius limonius (letal) Cortinarius orellanus (mortal),  Cortinarius spilomeus, (necomestibil), Cortinarius stillatitius (comestibil), Cortinarius subtortus (necomestibil), Cortinarius terribilis (necomestibil) + imagini, Cortinarius torvus (necomestibil) Cortinarius triumphans sin. Cortinarius crocolitus (comestibil),Cortinarius venetus (otrăvitor) sau Cortinarius vibratilis (necomestibil).

## Specii asemănătoare în imagini

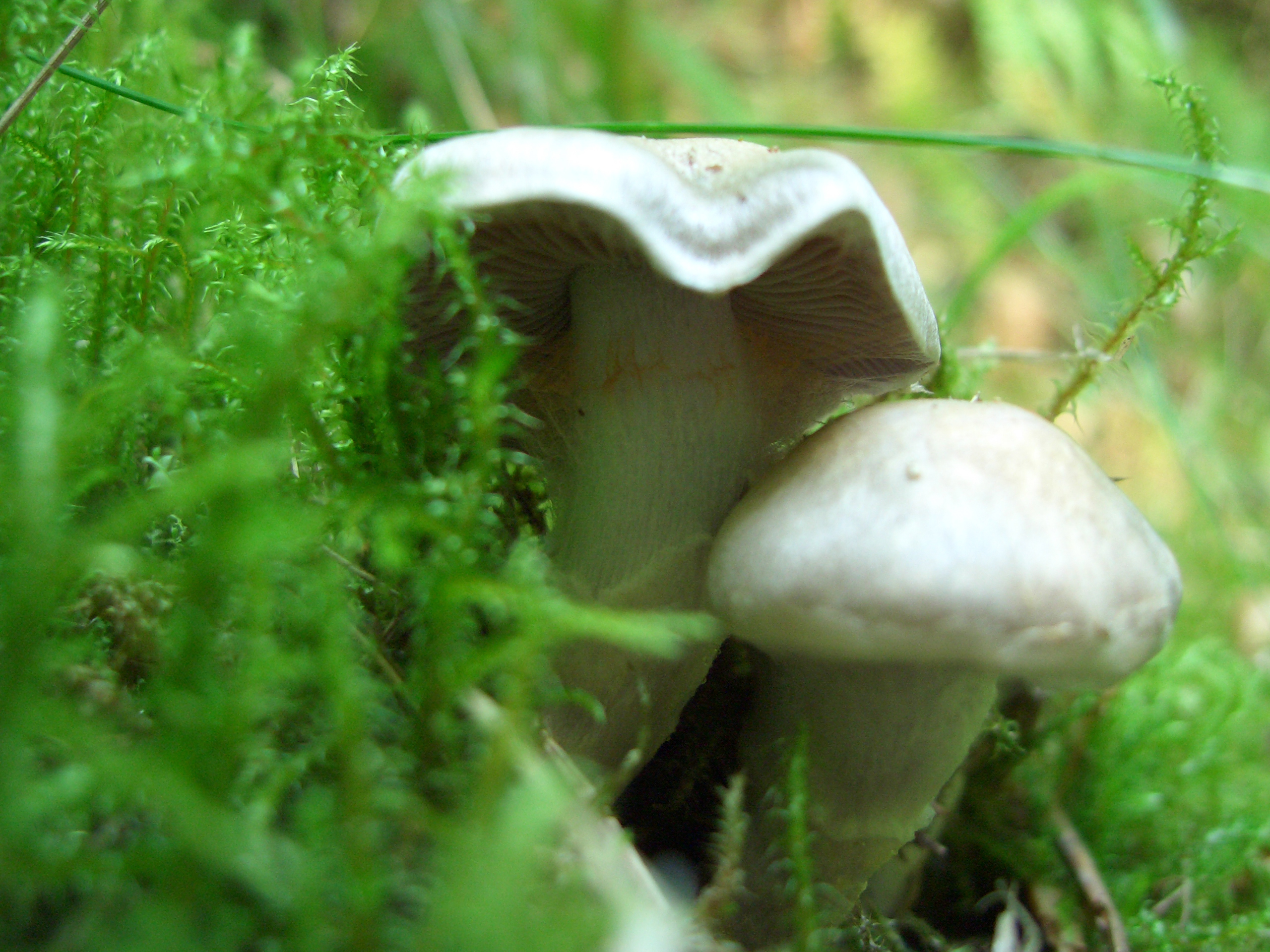
!Cortinarius alboviolaceus!
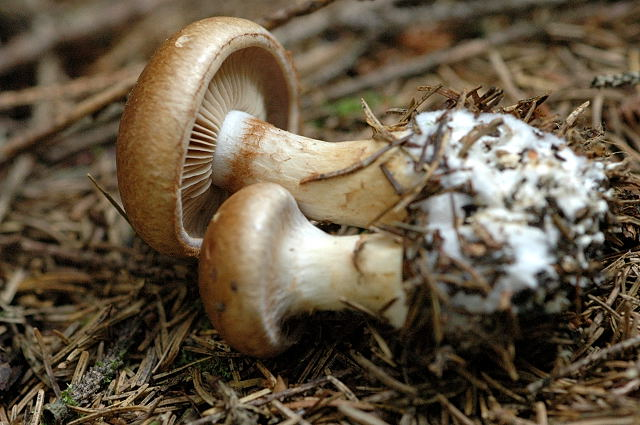
Cortinarius allutus
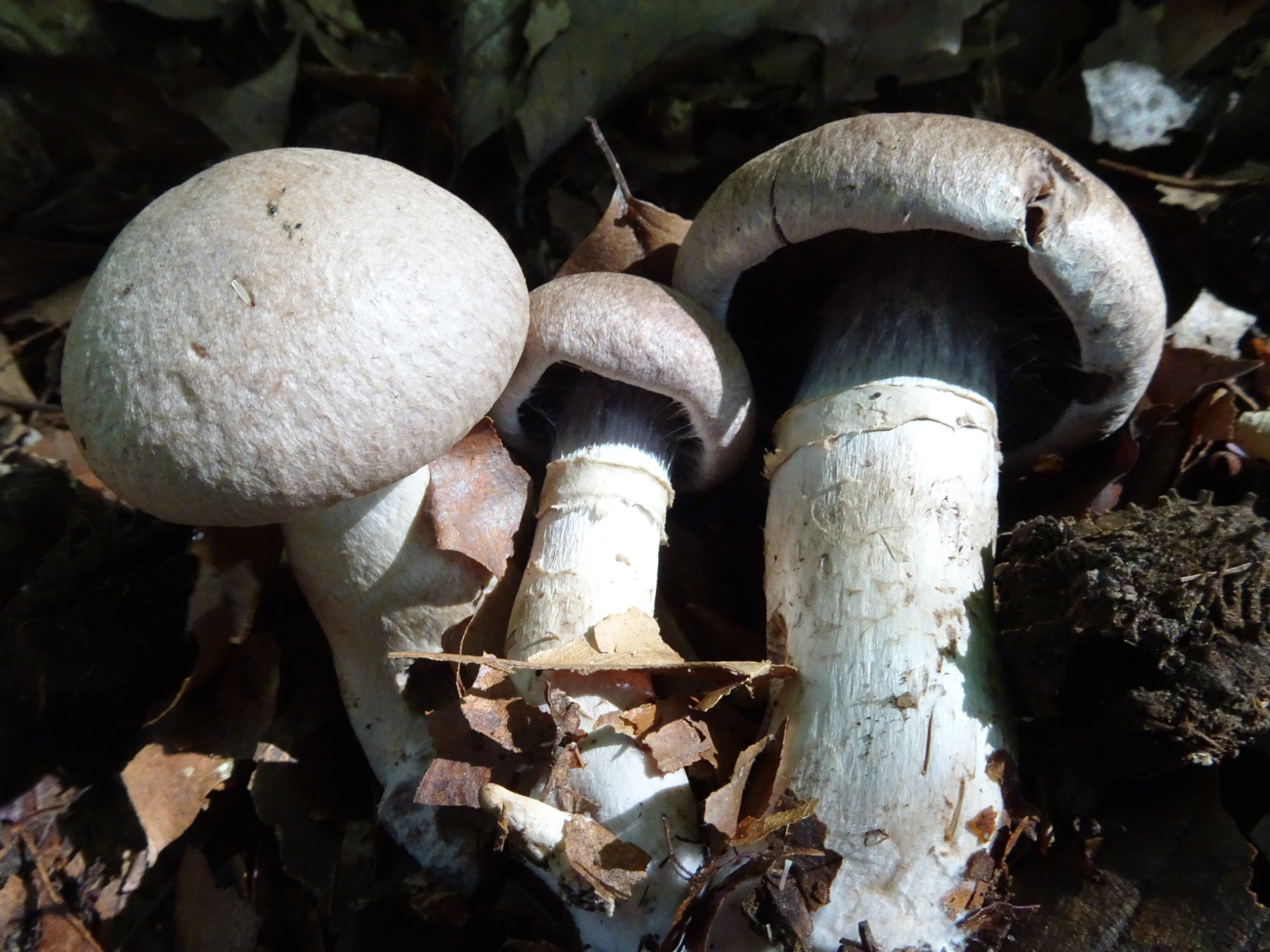
Cortinarius anomalus
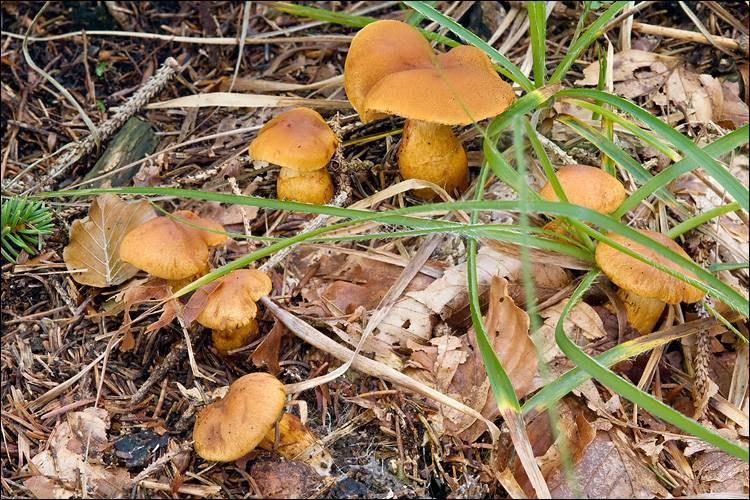
!!Cortinarius callisteus!!
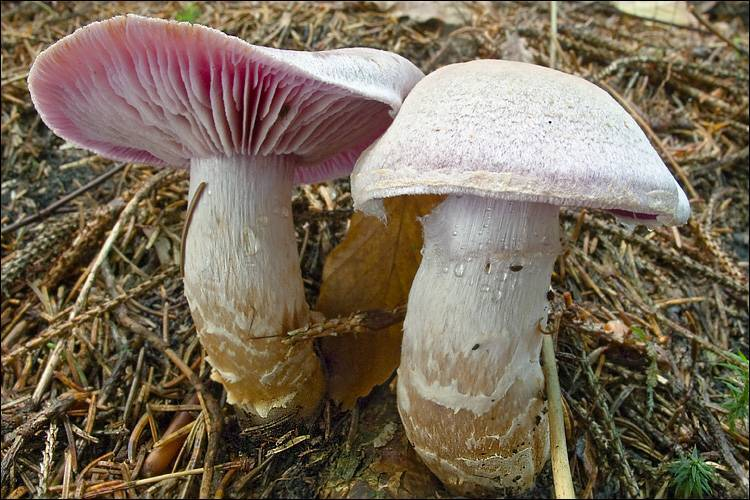
!Cortinarius camphoratus!
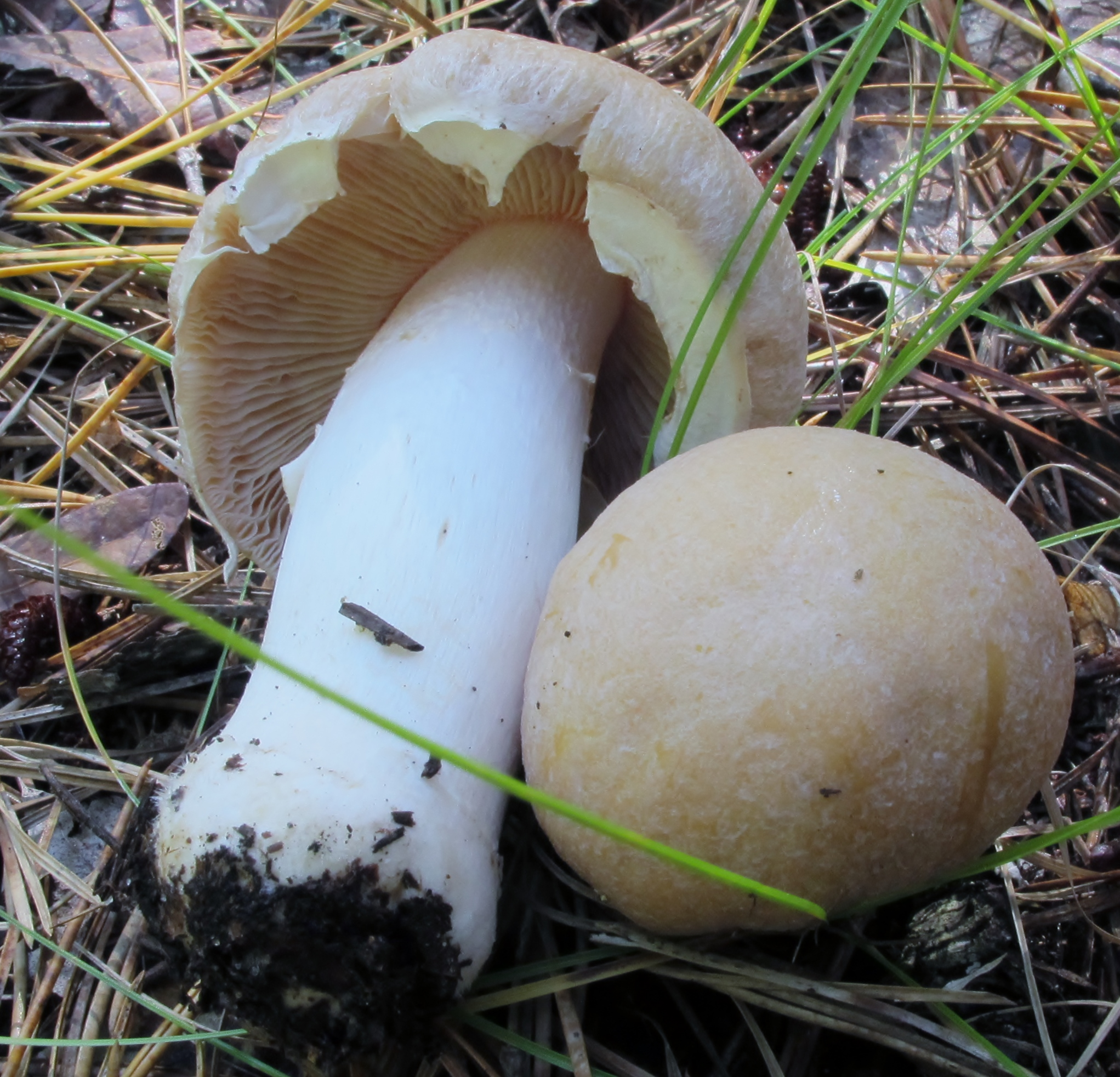
Cortinarius caperatus
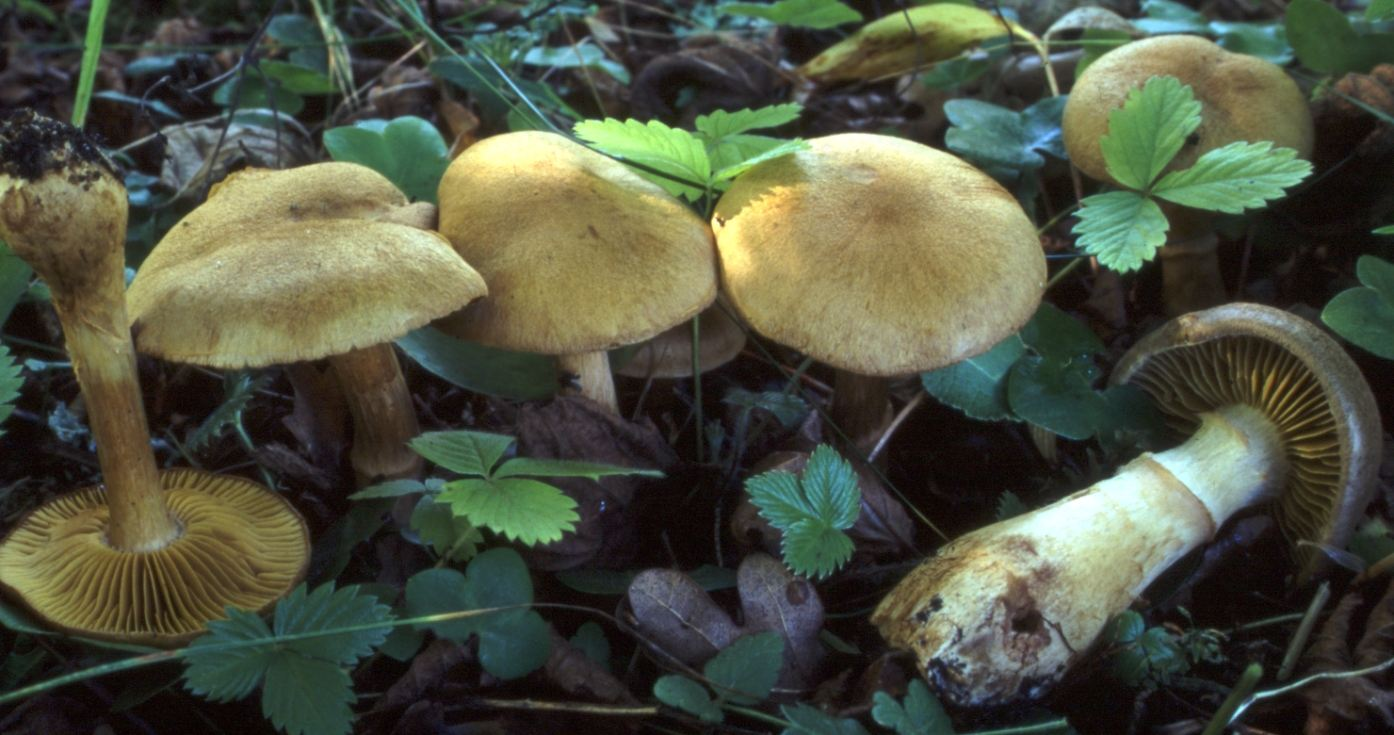
!!Cortinarius cotoneus!!
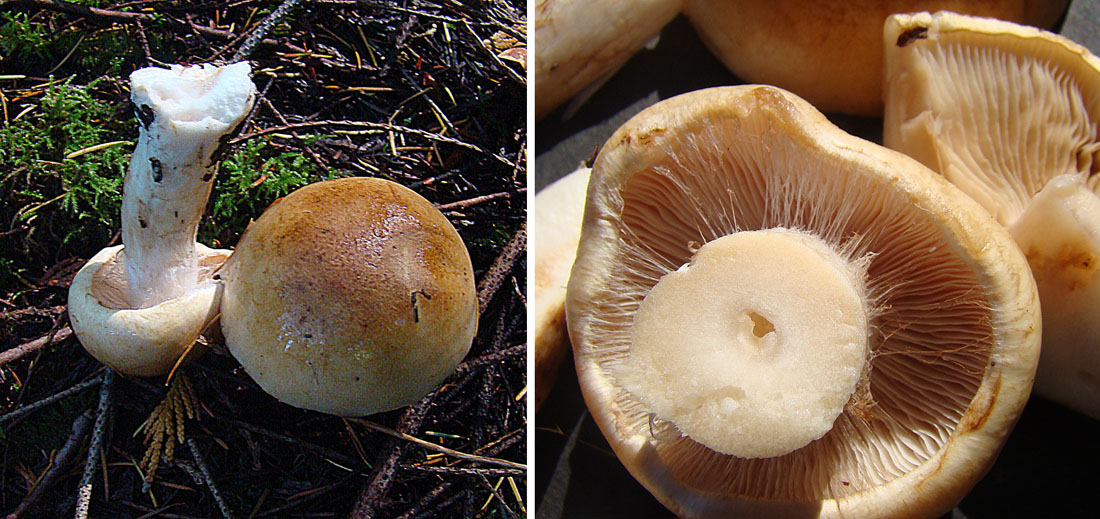
Cortinarius crassus
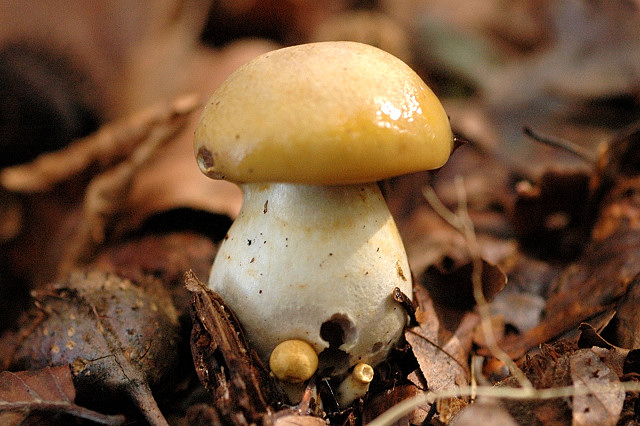
Cortinarius delibutus
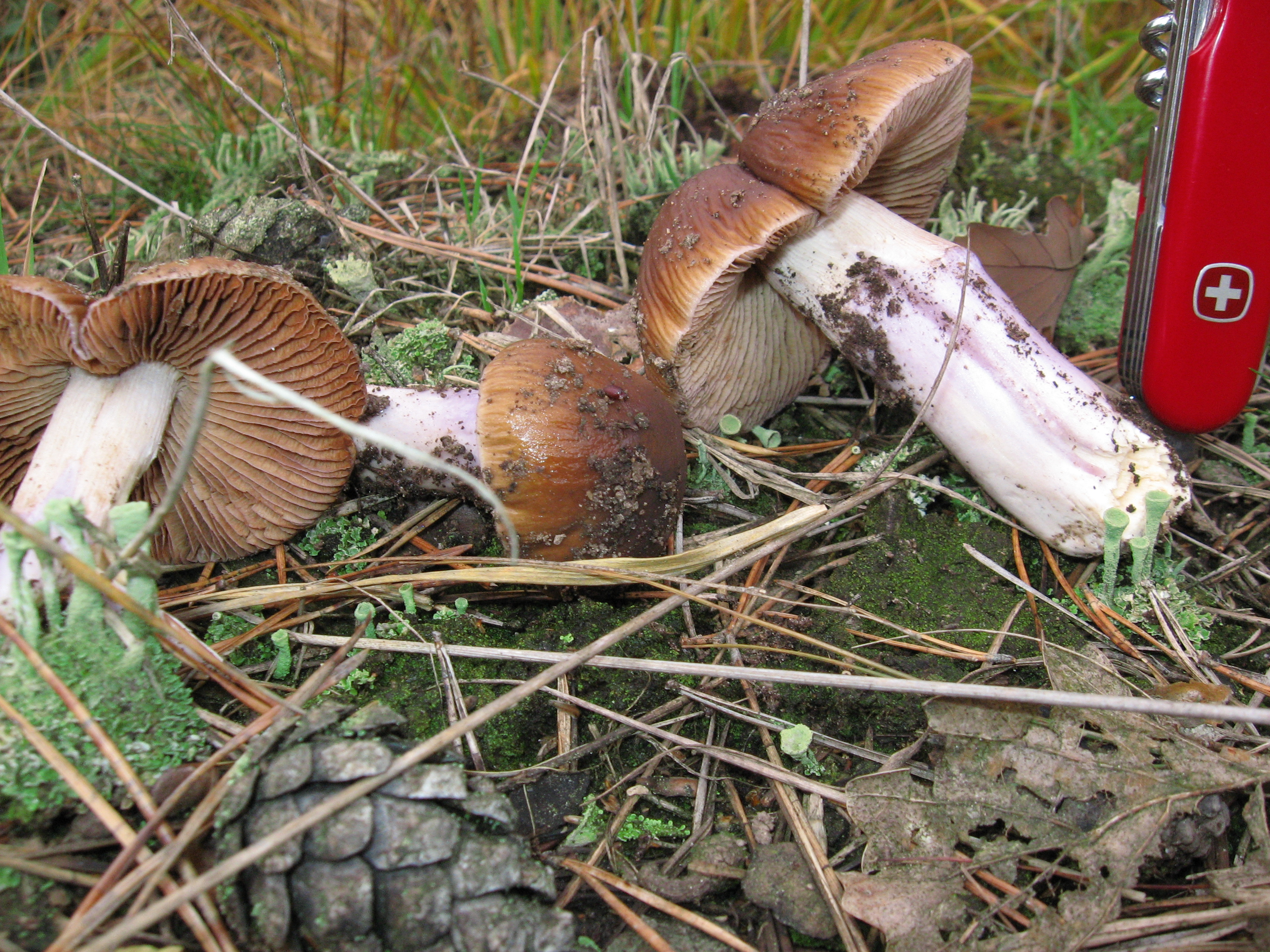
Cortinarius elatior

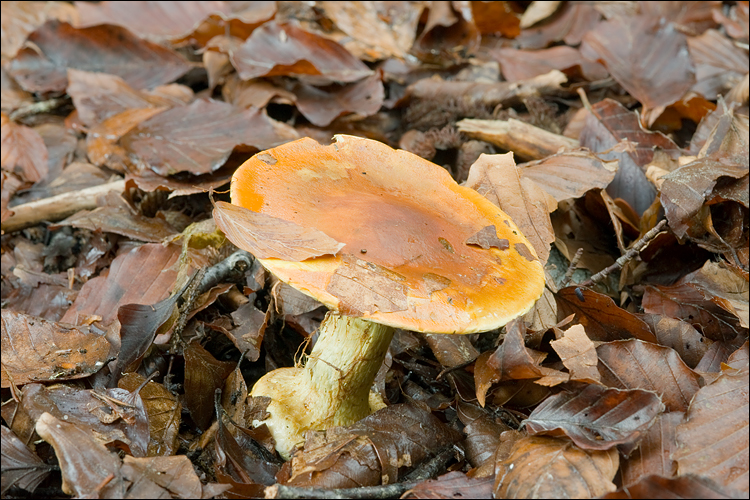
!!Cortinarius elegantissimus!!
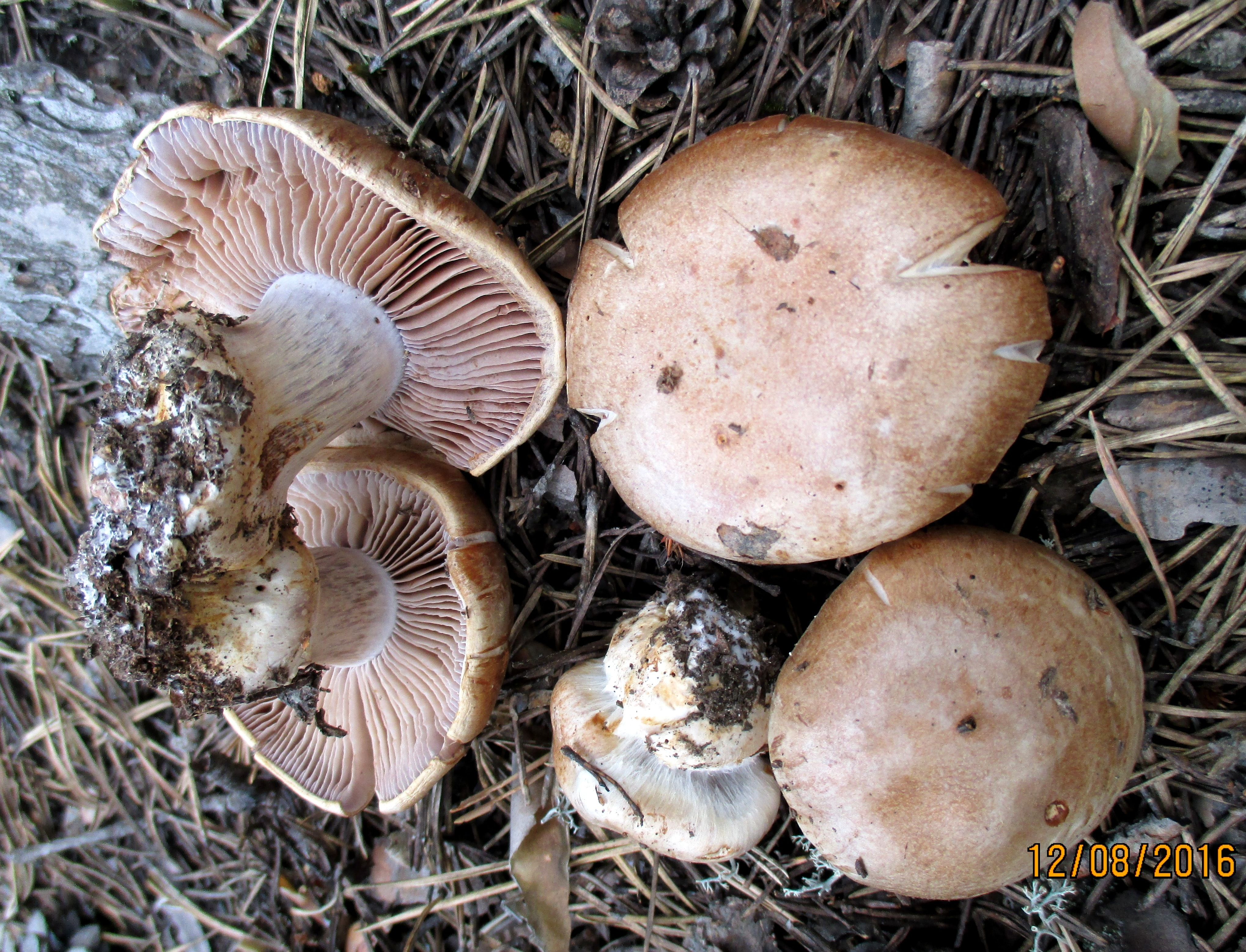
Cortinarius glaucopus
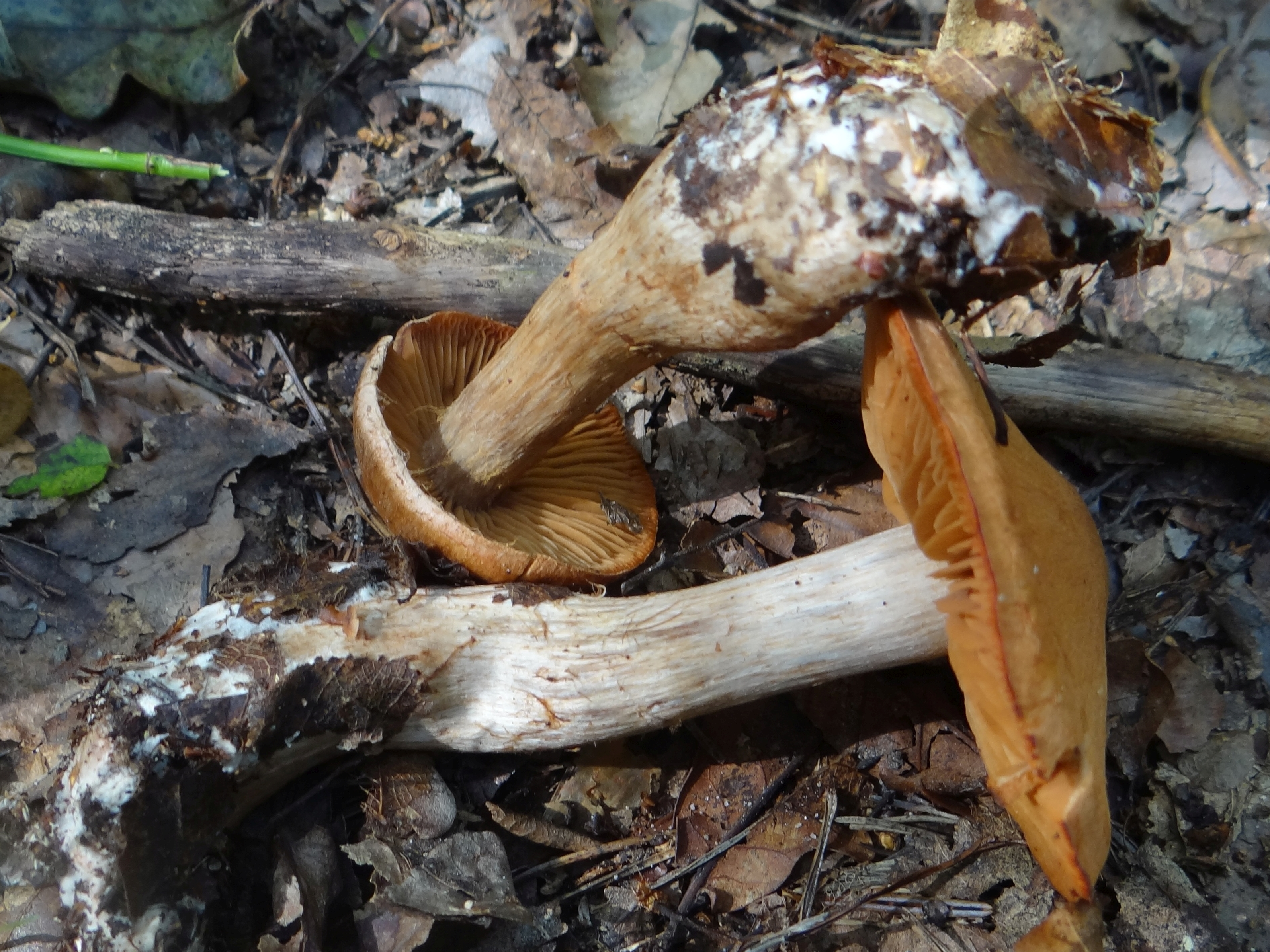
!Cortinarius laniger!
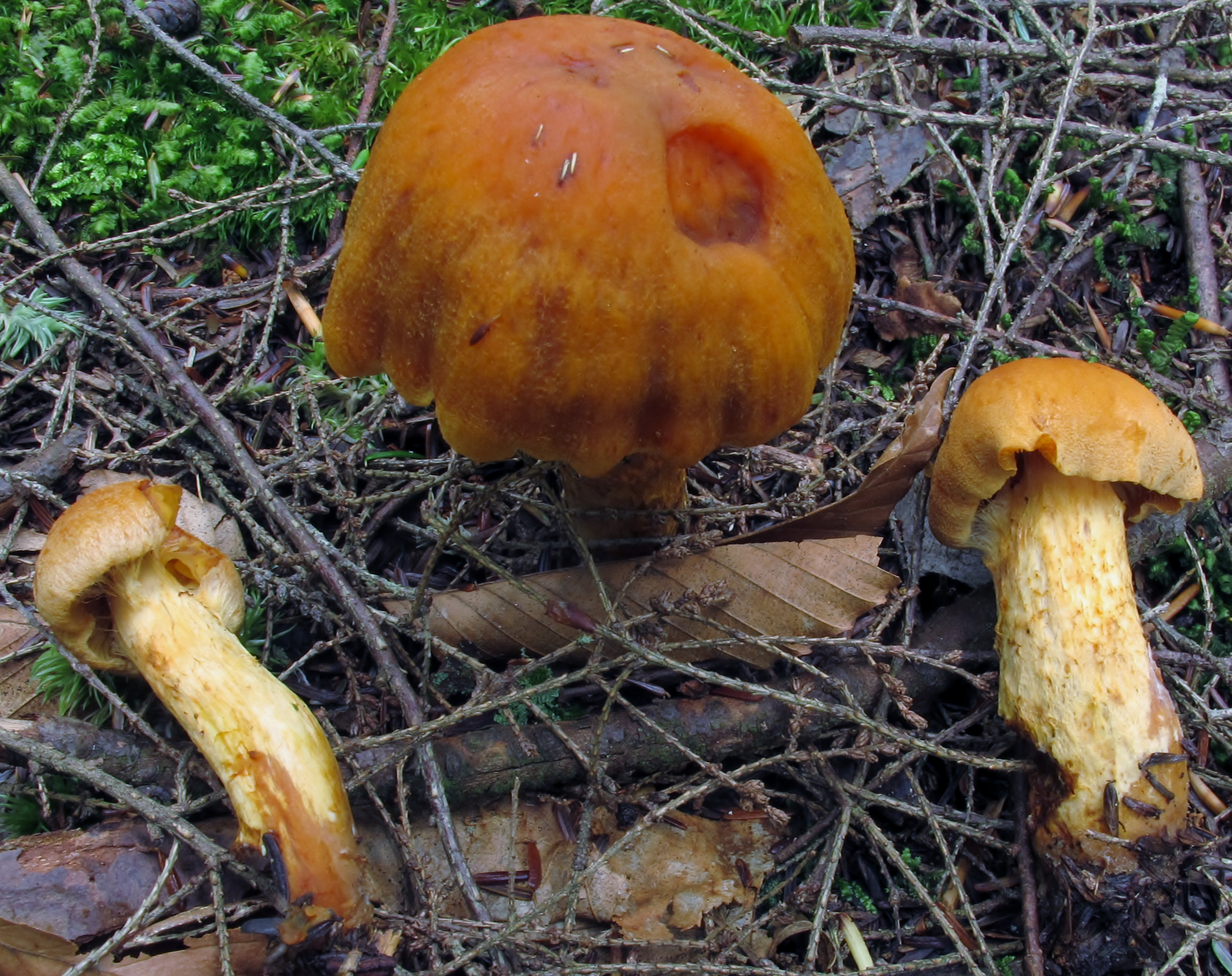
!!!Cortinarius limonius!!!
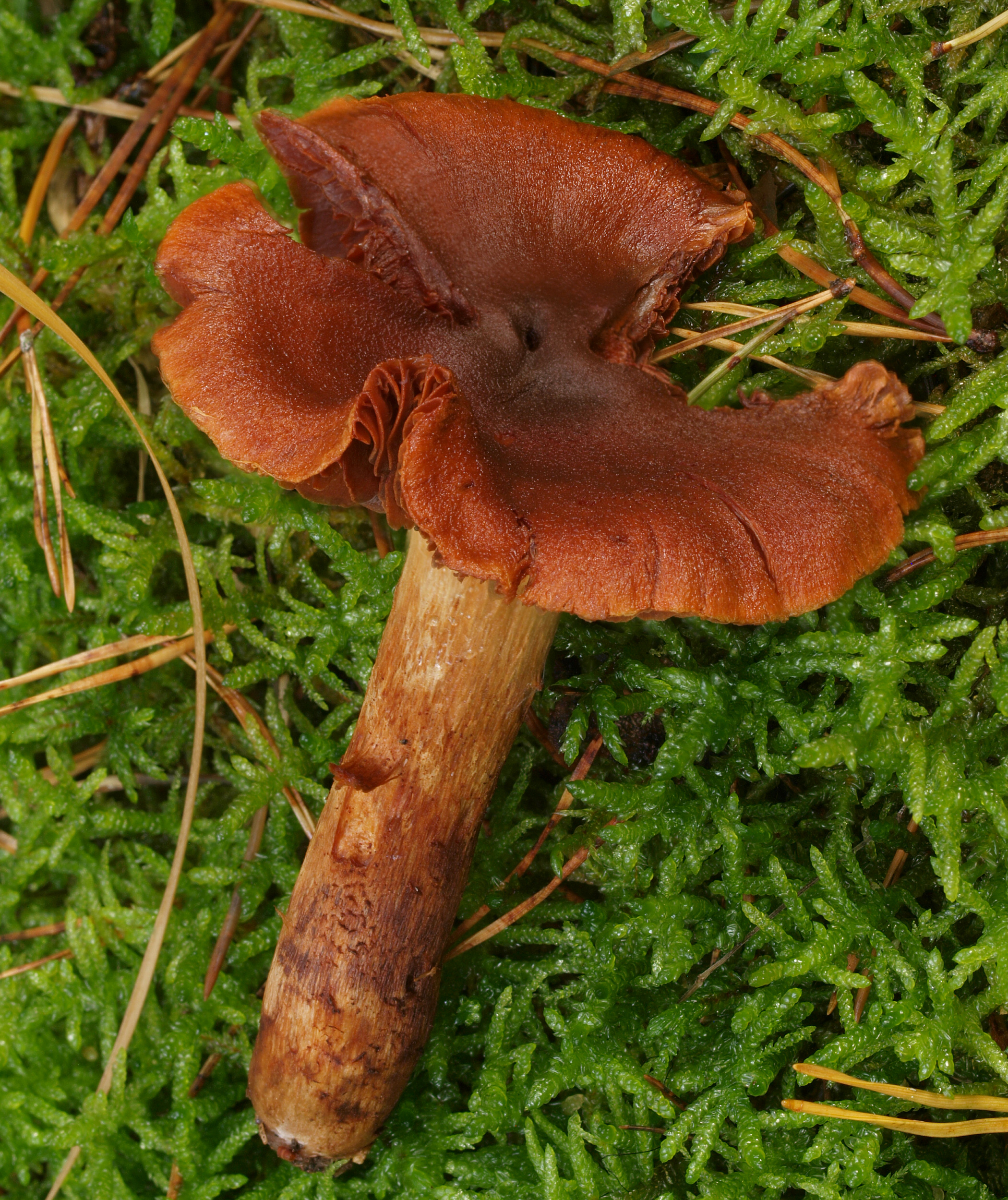
!!!Cortinarius orellanus!!!
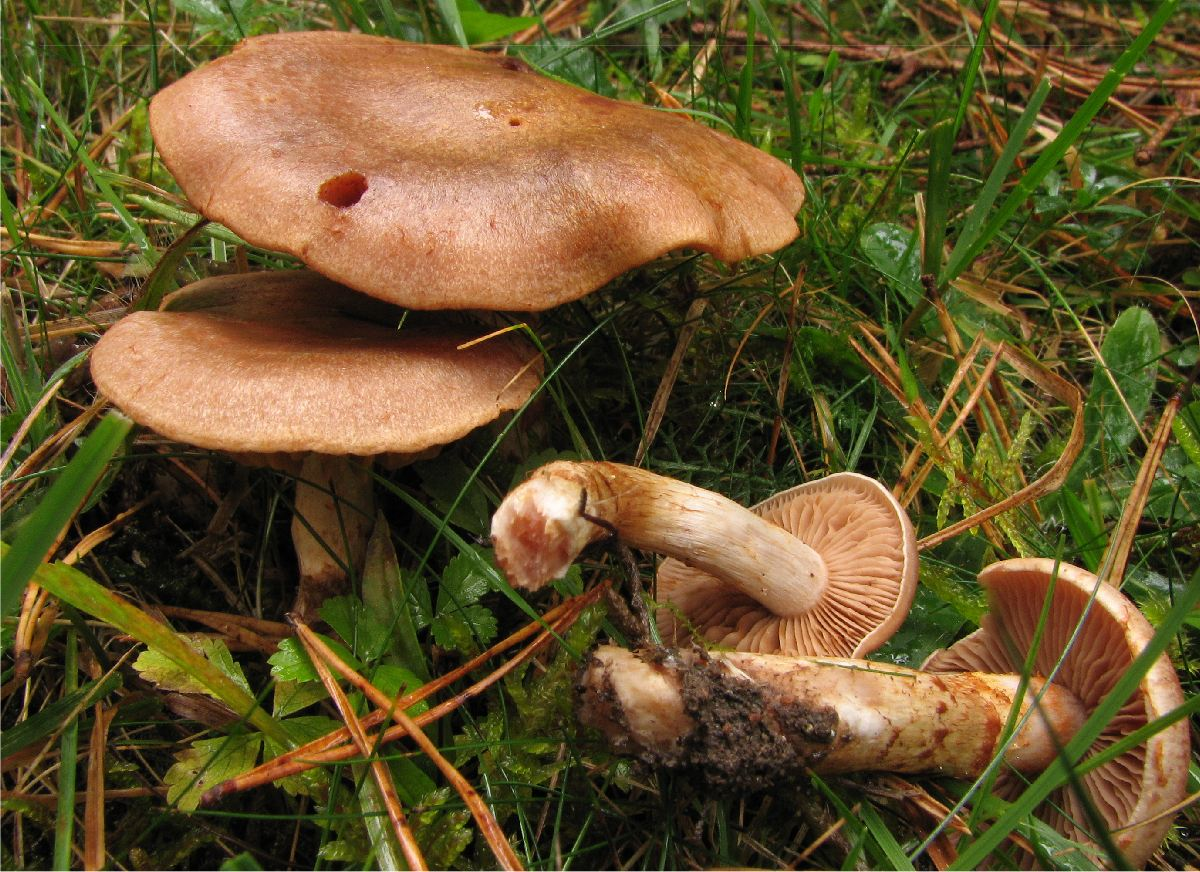
!Cortinarius spilomeus!
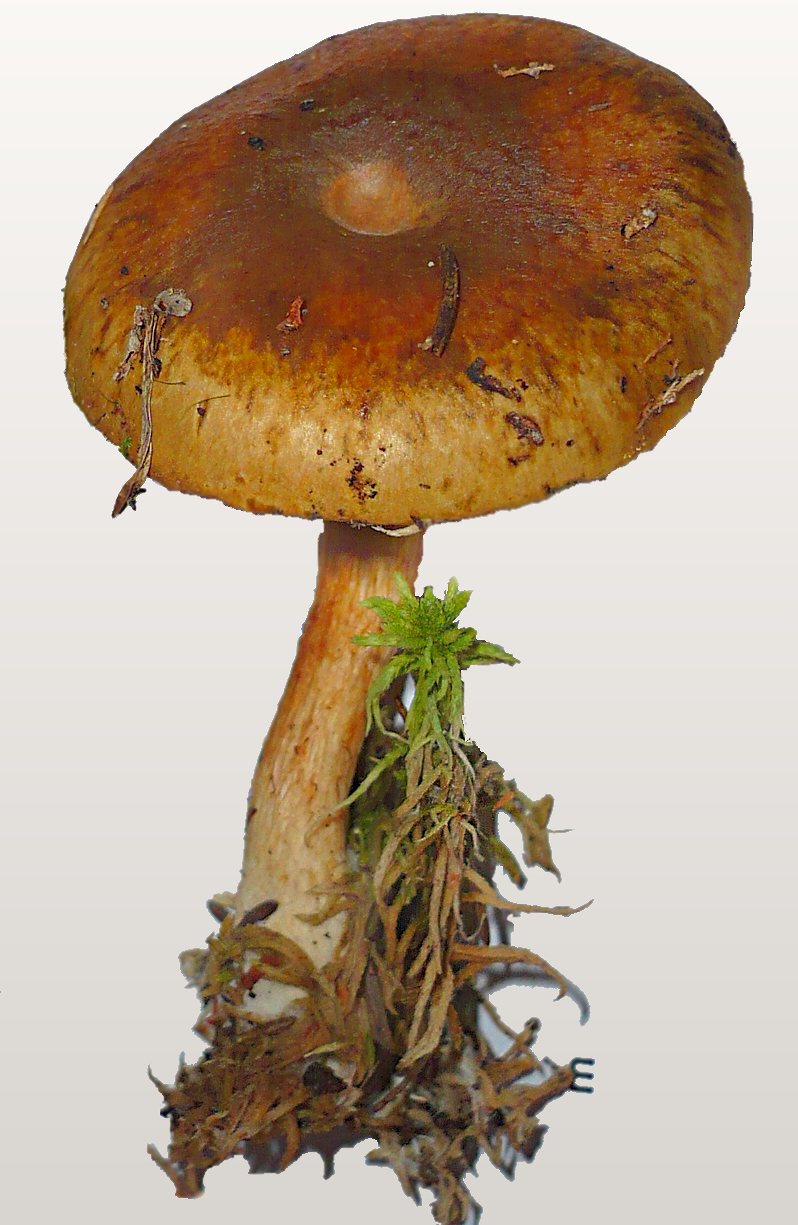
!Cortinarius subtortus!
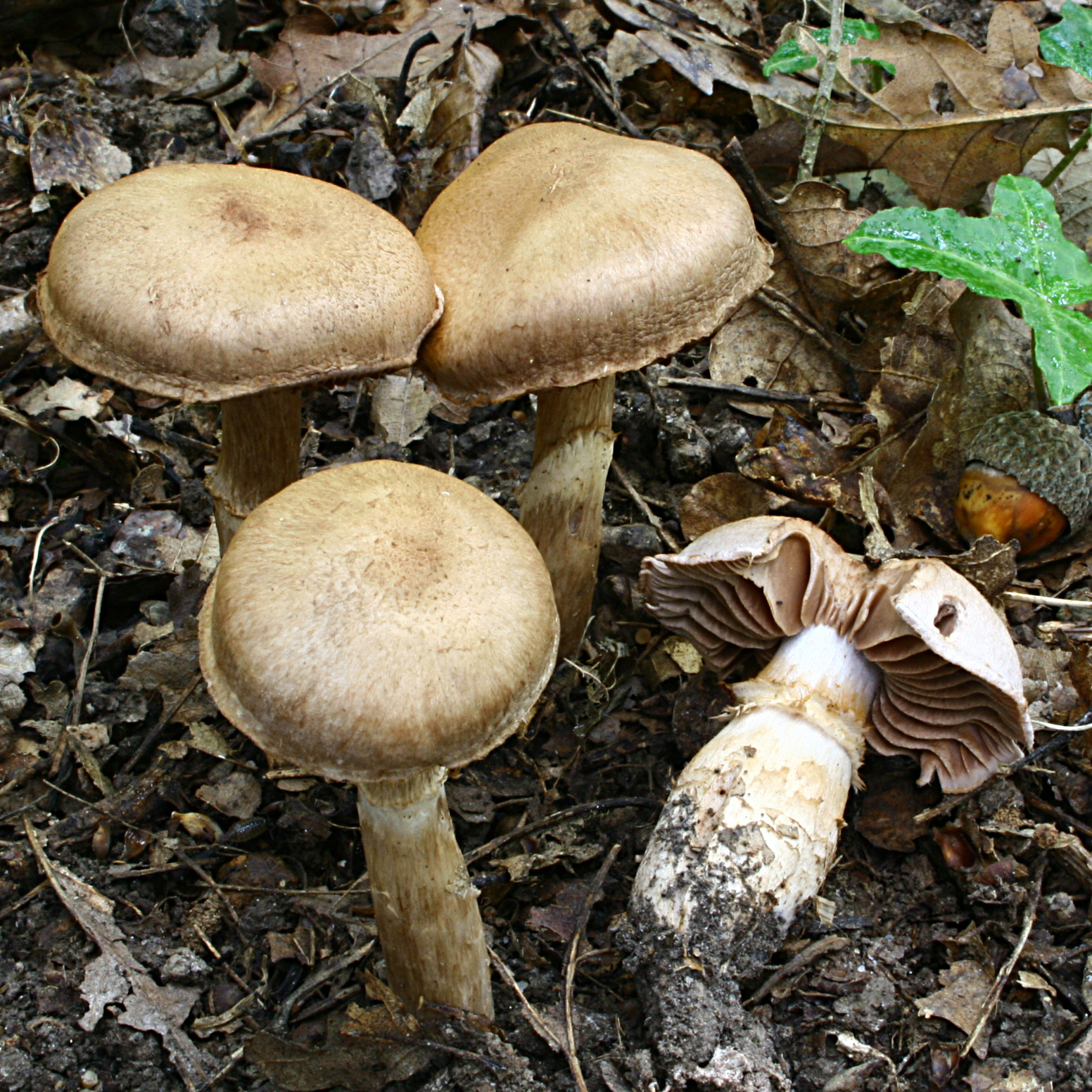
!Cortinarius torvus!
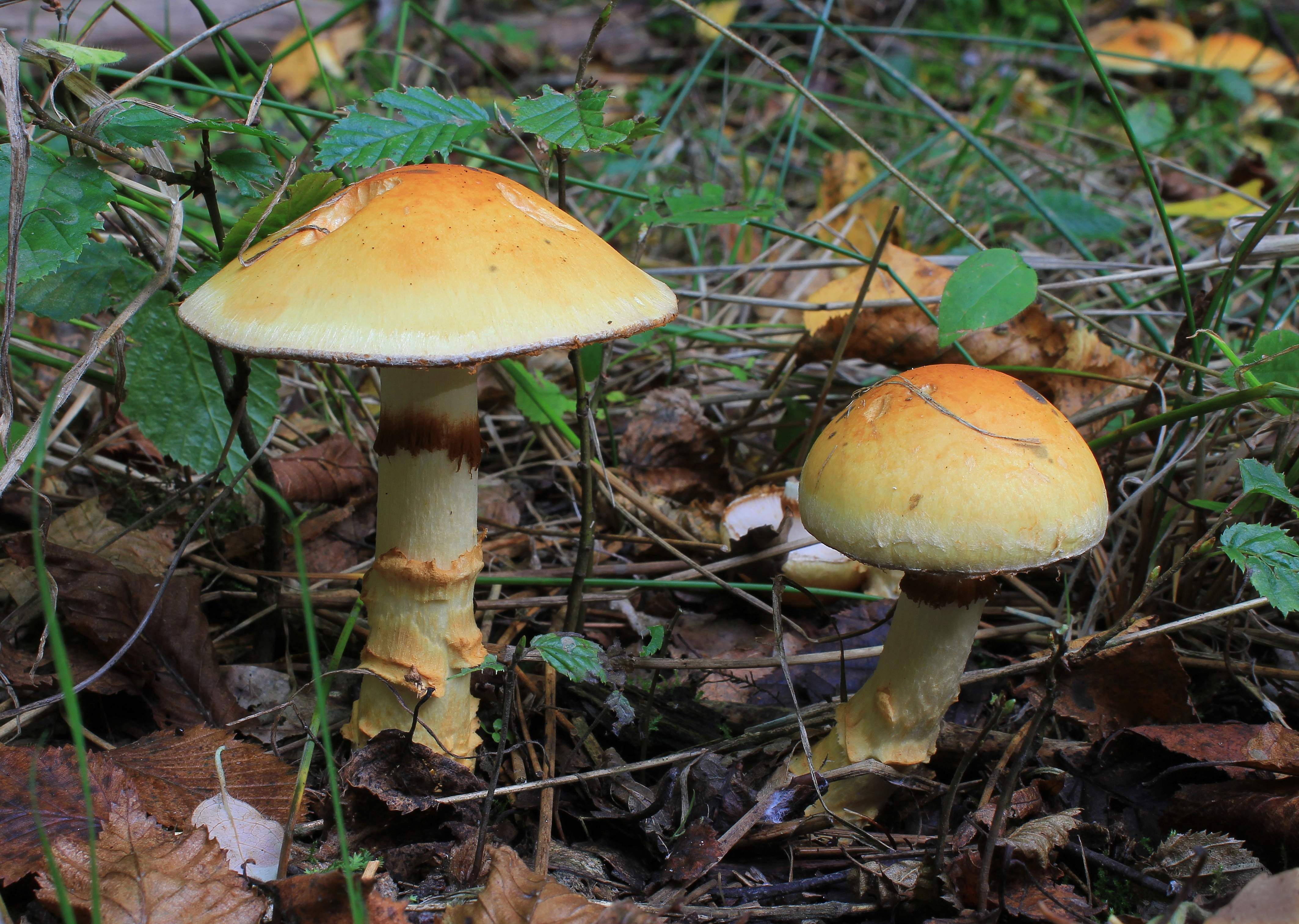
Cortinarius triumphans

## Valorificare
Această ciupercă în nici un caz otrăvitoare este frumoasă și gustoasă. Totuși, ea este clasificată nu rar drept necomestibilă sau fără valoare (culinară), fără însă a documenta cauza. Corect este, că specia poate fi confundată foarte ușor, datorită variabilității mari în culoare, cu soiuri otrăvitoare sau letale.